# Staffázs

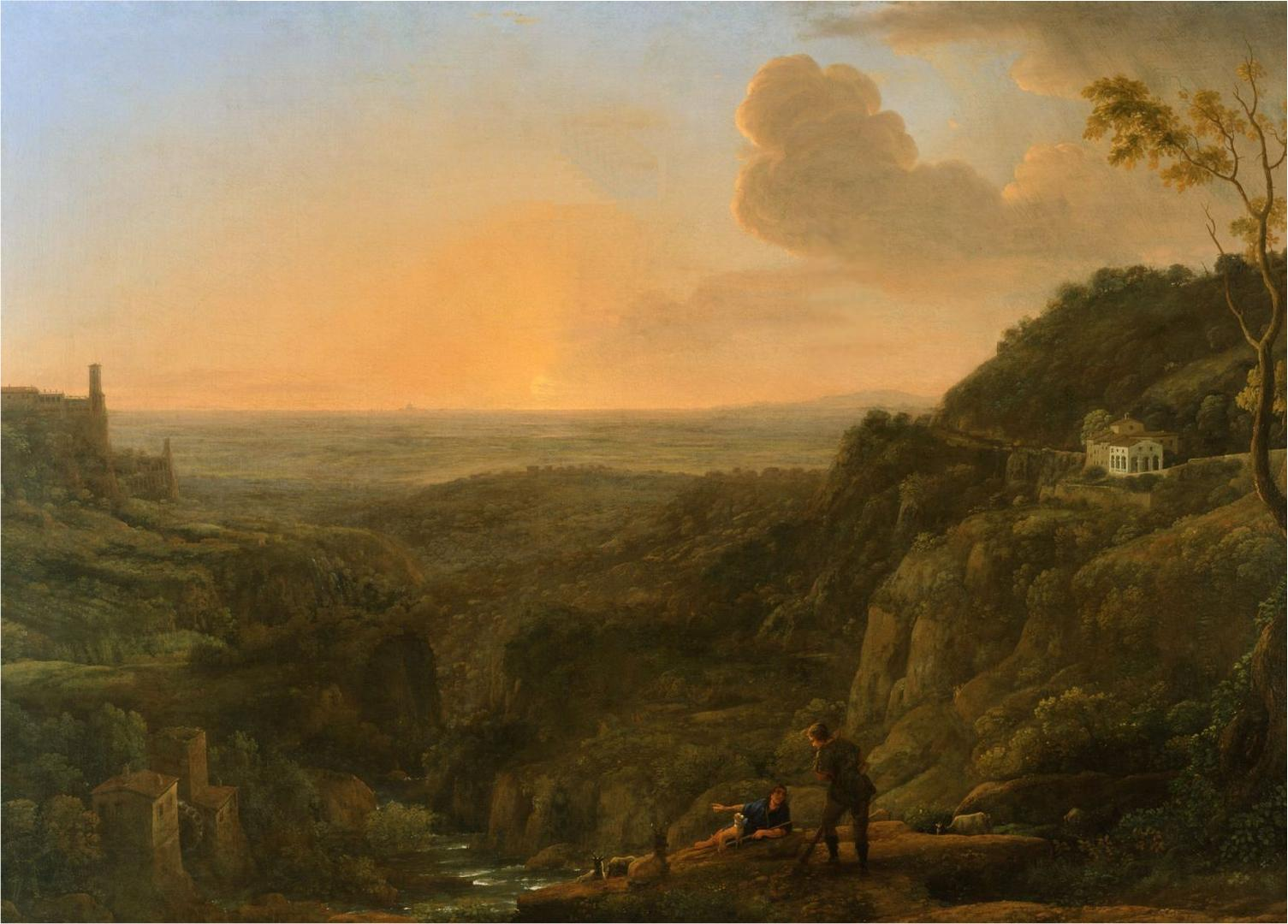
Claude Lorrain olasz tájképén a sztaffázs a két pásztor alakja az előtérben

A staffázs (a német Staffage-ból), különböző művészeti ágazatokban a mellékes részletek elnevezése. A szó a német staffieren (itt: feldíszít, felszerel) szóból ered, amely francia festészeti kifejezésként franciás végződést kapott.

## Festészet
A festészetben a staffázs általában emberek vagy állatok alakjainak elhelyezését jelenti a tájképeken, az ábrázolás élénkítése, a mélység érzékeltetése céljából. Az emberi alakokat az előtérbe helyező képeken viszont a háttérben látható épületek vagy táj lehet a staffázs. Gyakran előfordult, például a németalföldi festészetben, hogy a mellékes részeket más festők készítették.
A staffázs alkalmazása a barokk festészet idején terjedt el. A 19. században már kézikönyveket is publikáltak a festők számára staffázs-figurákkal, amelyekből ki lehetett másolni a festményhez választott alakot. Más festők saját maguk számára készítettek ilyen „előre gyártott” elemeket, amelyeket később több képükön is alkalmaztak.  Időnként egy-egy staffázs-figura visszavezethető más festők korábbi képeire.

## Kertépítészet, építészet
A staffázst használják más művészeti ágakban is. Staffázs a barokk kertépítészet által kedvelt grottók, műromok alkalmazása is. Hasonlóképpen előfordul az építészetben is az épületek díszítésére, illetve arányaik kiemelésére.